# Mohamed Ali Ben Romdhane
Mohamed Ali Ben Romdhane (ar. محمد علي بن رمضان; ur. 6 września 1999 w Tunisie) – tunezyjski piłkarz grający na pozycji środkowego pomocnika. Jest wychowankiem klubu Espérance Tunis.

## Kariera klubowa
Swoją piłkarską karierę Ben Romdhane rozpoczął w klubie Espérance Tunis. W sezonie 2017/2018 stał się członkiem pierwszego zespołu. 8 kwietnia 2018 zadebiutował w nim w pierwszej lidze tunezyjskiej w wygranym 1:0 domowym meczu z ES Métlaoui. W sezonach 2071/2018, 2018/2019, 2019/2020 i 2020/2021 wywalczył z nim cztery mistrzostwa Tunezji z rzędu. W sezonach 2018 i 2018/2019 wygrał z Espérance Ligę Mistrzów.
| Sezon   | Klub            | Kraj    | Rozgrywki | Mecze | Gole |
| ------- | --------------- | ------- | --------- | ----- | ---- |
| 2017/18 | Espérance Tunis | Tunezja | CLP-1     | 2     | 0    |
| 2018/19 | Espérance Tunis | Tunezja | CLP-1     | 9     | 0    |
| 2019/20 | Espérance Tunis | Tunezja | CLP-1     | 14    | 1    |
| 2020/21 | Espérance Tunis | Tunezja | CLP-1     | 23    | 5    |

## Kariera reprezentacyjna
W reprezentacji Tunezji Ben Romdhane zadebiutował 20 października 2019 w wygranym 2:1 meczu Mistrzostw Narodów Afryki 2020 z Libią, rozegranym w Sali. W 2022 roku został powołany do kadry na Puchar Narodów Afryki 2021. Na tym turnieju wystąpił w jednym meczu grupowym, z Mauretanią (4:0).